# Ko Willems
Jacobus Matheus Willems, detto Ko (Amsterdam, 27 ottobre 1900 – Amsterdam, 28 settembre 1983), è stato un pistard olandese.

## Palmarès

### Olimpiadi
- Oro a Parigi 1924 nei 50 km.